# Jean-Claude Rousseau
Pour les articles homonymes, voir Rousseau.
 (octobre 2015).
Si vous disposez d'ouvrages ou d'articles de référence ou si vous connaissez des sites web de qualité traitant du thème abordé ici, merci de compléter l'article en donnant les références utiles à sa vérifiabilité et en les liant à la section « Notes et références ».
Jean-Claude Rousseau, né vers 1950 à Paris, est un cinéaste français solitaire et exigeant, proche de Jean-Marie Straub qui a soutenu avec Danièle Huillet son film La Vallée close[réf. incomplète]. Rousseau réalise prise de vue et montage de leur cinétract Europa 2005 - 27 octobre.
Réalisés depuis 2002 en numérique, les films de Jean-Claude Rousseau se caractérisent par la précision du cadre et une attention particulière au son. Ses premiers films étaient réalisés en Super 8. Contrairement à ce qui était habituel avec cette technique, les plans de Rousseau sont longs et fixes. Il a conservé cette forme depuis qu'il travaille en Digital Video.
Le festival Entrevues lui décerne, en 1999, le Grand Prix du Documentaire pour son film La Vallée close et en 2001 le Grand Prix du court-métrage pour Keep in touch.
Juste avant l'orage obtient en 2004 le Grand Prix Essai-Artvideo au festival Côté court de Pantin.
En 2007, le festival international de cinéma de Marseille (FidMarseille) lui décerne le Grand Prix de la compétition internationale pour De son appartement.

## Filmographie
- Jeune femme à sa fenêtre lisant une lettre, 1983, 45 min, Super 8 (transfert numérique)
- Venise n’existe pas, 1984, 11 min, Super 8 (transféré en 16 mm en 2000)
- Keep in Touch, 1987, 25 min, Super 8, transféré en 16 mm en 2000
- Les Antiquités de Rome, 1989, 105 min, Super 8 (transféré en 16 mm en 1991)
- La Vallée close, 1995, 140 min, Super 8, transféré en 16 mm en 1997
- Lettre à Roberto, 2002, 13 min
- Juste avant l’orage, 2003, 17 min
- Faibles amusements, 2004, 36 min
- Contretemps, 2004, 5 min
- Non rendu, 2005, 19 min
- Comme une ombre légère, 2005, 37 min
- Une vue sur l’autre rive, 2005, 24 min
- Trois fois rien (triptyque réunissant Faibles amusements, Contretemps et Comme une ombre légère), 2006, 78 min
- Faux départ, 2006, 13 min
- La Nuit sans étoiles, 2006, 18 min
- Deux fois le tour du monde, 2006, 8 min
- Pas cette nuit, 2007, 3 min
- De son appartement, 2007, 70 min
- 301, 2008, 18 min
- L’Appel de la forêt, 2008, 8 min
- Série noire, 2009, 19 min
- Mirage, 2010, 13 min
- Festival, 2010, 80 min
- Veduta, 2010, 2 min
- Nuit blanche, 2011, 2 min
- Senza mostra, 2011, 10 min
- Dernier soupir, 2011, 2 min
- Un jour, 2011, 4 min
- Attique, 2011, 2 min 30 s
- Saudade, 2012, 14 min
- Eaux profondes, 2012, 2 min
- Éclaircie, 2013, 2 min 30 s
- L’Air d’être là, 2013, 1 min 30 s
- Rendez-vous, 2013, 1 min 30 s
- Sous un ciel changeant, 2013, 12 min
- Bande-annonce (Under a changing sky), 2013, 1 min
- Un autre jour, 2014, 2 min 30 s
- Fantastique, 2014, 6 min
- Terrasse avec vue, 2014, 26 min
- Partage des eaux, 2014, 10 min
- Remembering Wavelengths, 2014, 1 min 48 s
- Passion, 2015, 7 min
- Chansons d'amour, 2016, 8 min
- Arrière-saison, 2016, 24 min
- Si loin, si proche, 2016, 26 min
- Delft dans le lointain, 2017, 1 min
- Une vie risquée, 2018, 5 min 17 s
- In Memoriam, 2019, 22 min 34 s
- Un monde flottant, 2020, 56 min
- Le Tombeau de Kafka, 2021, 14 min
- Welcome, 2022, 18 min
- Souvenir d'Athènes, 2023, 4 min

## Publications
- Scénario de "Le Concert champêtre" (1980), éditions Paris Expérimental en 2000
- DVD du film La Vallée close : http://www.capricci.fr/la-vallee-close-dvd-94.html (avec un entretien dirigé par Cyril Neyrat)
- Le numéro 1 de la revue Dérives (paru en 2007) est largement consacré au cinéaste : http://derives.tv/derives-n-1-autour-de-jean-claude-rousseau/
- Jean-Claude Rousseau, Les draps pliés du grand lit, 64 p., éditions de l'Œil, Montreuil, 2021.